# Ville arabe
Ville arabe – en allemand Arabische Stadt – est un tableau réalisé par le peintre d'origine russe Vassily Kandinsky en 1905. D'un format horizontal, cette tempera sur carton est un paysage urbain représentant une ville arabe d'Afrique du Nord. Legs de Nina Kandinsky en 1981, l'œuvre est conservée au musée national d'Art moderne, à Paris, en France.